# Toni Brogno
Toni Brogno (Charleroi, 19 luglio 1973) è un ex calciatore belga, di ruolo attaccante.

## Carriera

### Club
Durante la sua carriera ha totalizzato 355 presenze e 133 gol nei vari campionati.
Nella stagione 1999-2000 mette a segno 30 gol in 32 giornate con la casacca del Westerlo, segnando quasi la metà delle reti del club e laureandosi capocannoniere del torneo.

### Nazionale
Esordisce il 18 novembre 1998 contro il Lussemburgo (0-0).

## Palmarès

### Individuale
- Capocannoniere del campionato belga: 1

1999-2000 (30 gol, assieme a Ole Martin Årst)